# Гішам Баракат
Гішам Мухаммед Закі Баракат ( араб. هشام محمد زكي بركات 21 листопада 1950 - 29 червня 2015 ) - генеральний прокурор Єгипту, призначений на посаду в липні 2013 року.

## Біографія
Баракат закінчив факультет правознавства Каїрського університету зі ступенем бакалавра у 1973 році. Працював у прокуратурі, згодом приєднався до судової практики. Потім він працював у судах першої та апеляційної інстанцій. Був призначений генеральним прокурором та приведений до присяги 10 липня 2013 року.
3 липня 2013 року президент Єгипту Мухаммед Мурсі, член «Братів-мусульман», був повалений у результаті військового перевороту, що стався на тлі масових протестів у країні. Нова влада заборонила колишньому президентові та його заступнику кудись виїжджати. 10 липня було віддано наказ про його арешт за «розпалювання насильства в понеділок у Каїрі, внаслідок якого загинуло понад 50 людей». Призначений військовими прокурор Гішам Баракат ухвалив заморозити його фінансові активи.
Гішам Баракат був убитий в автомобілі вибухом бомби 29 червня 2015  .
22 липня 2017 року 28 людей було засуджено до страти за вбивство Гішама Бараката  .